# Lightning Bolt (Jake Bugg)
Lightning Bolt è un singolo del cantautore britannico Jake Bugg, pubblicato il 27 aprile 2012 come terzo singolo estratto dall'album Jake Bugg.
Il 18 maggio 2012 fu diffuso su YouTube il videoclip della canzone, girato ad Amsterdam con alcune scene a Bruxelles.

## Stile e contenuto
Il “fulmine” del titolo rappresenta una situazione improvvisa e inaspettata in cui si trova il cantante, un'esplosione di eventi fortunati. Il ritornello descrive il cantante come una persona che accetta tutto ciò che gli viene messo nel piatto: “Mi fermo e aspetto il mio momento”. Ma coglie l'occasione quando gli si presenta: “Quando vedo dei segnali, mi butto su quel fulmine”. Non vuole essere una di quelle persone che “camminano con i denti stretti” e “seguono la linea”, che non corrono rischi e credono che non ci siano risposte.

## Tracce
1. Lightning Bolt – 2:23 (Iain Archer, Jake Bugg)

## Formazione
| Classifica             | Posizione massima |
| ---------------------- | ----------------- |
| Ultratop 50            | 42                |
| IFPI                   | 53                |
| Single Top 100         | 35                |
| OCC                    | 21                |
| Official Singles Chart | 26                |